# Drago Plečko
Drago Plečko (* Samobor, 4. travnja 1951.), hrvatski kemičar, promicatelj alternativne medicine i autor knjiga na temu bioenergije, zdravlja i joge.
Plečko je jedan je od pionira u nizu alternativnih područja kao joga, transcendentalna meditacija, bioenergija, psihotronika i alternativna duhovnost. U najgledanijoj TV emisiji „Nedjeljno podne“ prvi puta objašnjava tibetanski budizam i prvi je Jugoslaven koji je objavio intervjue s joga guruom Maharishi Mahesh Yogijem (1918.-2008.) i Dalaj Lamom (* 1935.) i s nizom drugih duhovnih učitelja, ali i uglednih znanstvenika kao što je hrvatski nobelovac iz kemije Vladimir Prelog (1906.-1998.).

## Životopis
Rodio se u obitelji oca Dragutina i majke Magdalene. Nakon završene osnovne škole kreće u VI. gimanziju u Zagrebu, a zatim na Prirodoslovno matematički fakultet u Zagrebu – smjer organske kemije i biokemije. Diplomirao je 1975. godine u području kemije prirodnih spojeva. Magistrirao je iz istog područja nakon čega upisuje, uz odobrenje Rektorata, interdisciplinarni doktorat iz medicinskog područja s temom „Promjene T-limfocita u perifernoj krvnoj slici nakon autogeno izazvane hiperemije timusa“. Dakle, već tada, 1980. godine, tvrdio je da se sviješću može djelovati na imunitet što će konačno dokazati 1986. godine američka znanstvenica Jeannie Achtenberg. Doktorat izrađuje samo djelomično i počinje putovati svijetom u potrazi za tradicionalnim medicinama pa tako prvi u tadašnjoj Jugoslaviji predstavlja indijsku Ajurvedu, Siddha i Unani medicinu te tibetansko narodno ljekarstvo. Piše predgovor za knjigu najpoznatijeg tadašnjeg fitoterapeuta Rade Marušića čime doprinosi popularnosti prirodnih oblika liječenja.
jedan je od pionira u nizu alternativnih područja, a često je gostovao i u televizijskim emisijama, kao i na radiju, a dao je i niz novinskih intervjua u kojima se zalaže da alternativne metode liječenja i meditaciju istraže znanstvenici. No, jedini koji pokazuje ozbiljan interes za to je Franjo Hajnšek (1924.-1989.), naš ponajbolji neurolog koji je jedini obavljao testove s praktikantima meditacije.
Autor je sedam knjiga i autor prvog TV filma o fenomenu Međugorja. Sudjelovao je s referatima na nekoliko desetina europskih i svjetskih skupova tzv. graničnih područja znanosti.
Sam je razvio tretmane bazirane na subliminalnoj manipulaciji s podsviješću te ciljanim neurofiziološkim vježbama i dijetama. Na radikalno novi način tumači klasično djelo Patanjalijeve Joga Sutre i ukazuje na to da već u ta drevna vremena možemo vidjeti da je autor spisa bio svjestan Vremena kao iluzije unutar koje se prošlost, sadašnjost i budućnost mogu shvatiti kao da se događaju istovremeno. Kao i najfinijih čestica mikrosvijeta, anu, koje Vede smatraju vibracijom što se ugrubo poklapa s najnovijim teorijama fizike o Kozmičkim superstrunama.
Ima originalan pristup vježbama kojima se prema drevnim učenjima mogu postići „osam viših stanja svijesti“. Dovoljne su tri jednostavne vježbe, uz novi pristup fizičkoj i mentalnoj relaksaciji, za značajno reduciranje misaonog procesa te su zapravo složena teološka tumačenja suvišna. Te vježbe aktiviraju životnu silu kundalini koja je opisana u gotovo svim tradicijama na svijetu. Značajan doprinos toj spoznaji dolazi i od dr. Lee Sanelle.
Da su osnovne tvrdnje Patanjalija točne, pogotovo kako ih interpretira Maharishi Mahesh Yogi, potvrđuju znanstvena ispitivanja dugogodišnjih praktikanata raznih oblika meditacije i molitve koje su proveli dr. Michael Persinger s Državnog sveučilišta Laurentian u Kanadi i dr. Andrew Newberg s Državnog sveučilišta Penn u SAD. Plečko tvrdi da se ne radi o nečemu što podriva religije nego korištenju živčanih puteva koje nam je dala evolucija u svrhu Samospoznaje. 
Zbog stalnog isticanja važnosti sudjelovanja znanosti i formulaciji da „se sve duhovno mora manifestirati kroz ljudsku neurofiziologiju“ dolazi u sukob s dijelom alternativne scene. Sve se više ograđuje od New Age pokreta čije tvrdnje smatra proizvoljnima i uglavnom bez nužnih dokaza praktične vrijednosti. Ovo o čemu danas govorimo kao duhovnosti ili tzv. oficijelnoj znanosti te oštro polemiziramo tko je u pravu će za tisuću godina biti praktično bezvrijedno i vjerojatno će naše diskusije i sudbinu preuzeti neki oblik umjetne inteligencije. Čak u drevnim tibetanskim spisima postoji proročanstvo koje govori da čovjek budućnosti neće biti nimalo nalik današnjim ljudima. Zamijenit će ga nešto novo što u sadašnjem trenutku ne možemo ni zamisliti, kaže Drago Plečko. 

### Privatni život
Oženjen je Miljenkom Štengl s ima troje djece, kćer Ivanu, profesoricu povijesti umjetnosti, sina Mihovila, liječnika-specijalizanta na ortopediji i sina Dragu koji izrađuje doktorat iz matematike u Švicarskoj.